# Torneo Verano 1998 Primera División 'A'
El Torneo de Verano 1998 representó la segunda vuelta del ciclo futbolístico 1997-1998 de la Primera División A fue el cuarto torneo corto y séptima temporada del circuito de plata de fútbol en México. La final fue entre Tigrillos y Zacatepec eterno candidato que fracaso una vez más; los Tigrillos caerían en la final de ascenso contra Pachuca que ascendería por última vez a Primera División pues erigiría un nuevo rumbo al protagonismo.

## Sistema de competición
Los 21 equipos participantes se dividieron en 3 grupos de 5 equipos y un cuarto de 6 equipos, juegan todos contra todos a una sola ronda intercambiándose al contrario del torneo de invierno, por lo que cada equipo jugó 20 partidos alternando un equipo que descanso cada jornada; al finalizar la temporada regular de 21 jornadas califican a la liguilla los 2 primeros lugares de cada grupo y los 4 mejores ubicados en la tabla general califican al repechaje de donde salen los últimos 2 equipos para la Eliminación directa.
- Fase de calificación: es la fase regular de clasificación que se integra por las 21 jornadas del torneo de aquí salen los mejores 8 equipos para la siguiente fase.
- Fase final: se sacarán o calificarán los mejores 8 de la tabla general y se organizarán los cuartos de final con el siguiente orden: 1º vs 8º, 2º vs 7º, 3º vs 6º y 4º vs 5º, siguiendo así con semifinales, y por último la final, todos los partidos de la fase final serán de ida y vuelta.

### Fase de calificación
En la fase de calificación participan los 21 clubes de la primera división A profesional jugando todos contra todos durante las 20 jornadas respectivas, a un solo partido. Se observará el sistema de puntos. La ubicación en la tabla general está sujeta a lo siguiente:
- Por juego ganado se obtendrán tres puntos.
- Por juego empatado se obtendrá un punto.
- Por juego perdido no se otorgan puntos.

El orden de los clubes al final de la Fase de Calificación del torneo corresponderá a la suma de los puntos obtenidos por cada uno de ellos y se presentará en forma descendente. Si al finalizar las 21 jornadas del torneo, dos o más clubes estuviesen empatados en puntos, su posición en la Tabla General será determinada atendiendo a los siguientes criterios de desempate:
1. Mejor diferencia entre los goles anotados y recibidos.
2. Mayor número de goles anotados.
3. Marcadores particulares entre los clubes empatados.
4. Mayor número de goles anotados como visitante.
5. Mejor ubicación en la Tabla General de Cocientes.
6. Tabla Fair Play.
7. Sorteo.

Participan por el título de Campeón de la Primera División 'A' del Torneo Verano 1998, automáticamente los primeros 4 lugares de cada grupo sin importar su ubicación en la tabla general calificaran, más los segundos mejores 4 lugares de cada grupo, si algún segundo lugar se ubicara bajo los primeros 8 lugares de la tabla general accederá a una fase de reclasificación contra un tercer o cuarto lugar ubicado entre los primeros ocho lugares de la tabla general. Tras la fase de reclasificación los equipos clasificados a cuartos de final por el título serán 8; estos se ordenarán según su posición general en la tabla, si alguno más bajo eliminara a uno más alto, los equipos se recorrerán según su lugar obtenido.

### Fase final
- Calificarán los mejores ocho equipos de la tabla general jugando cuartos de final en el siguiente orden de enfrentamiento, que será el mejor contra el peor equipo clasificado:
- 1.º vs 8.º
- 2.º vs 7.º
- 3.º vs 6.º
- 4.º vs 5.º

- En semifinales participarán los cuatro clubes vencedores de cuartos de final, reubicándolos del uno al cuatro, de acuerdo a su mejor posición en la Tabla General de Clasificación al término de la jornada 21, enfrentándose 1° vs 4° y 2° vs 3°.

- Disputarán el título de Campeón del Torneo Verano 1998, los dos clubes vencedores de la fase semifinal.

Todos los partidos de esta fase serán en formato de ida y vuelta, eligiendo siempre el club que haya quedado mejor ubicado en la Tabla General de Clasificación, el horario de su partido como local.
El club que ganara el torneo disputaría de ser necesario el juego de ascenso a Primera División Profesional, para que tal juego se pueda efectuar deberá haber un ganador distinto al del Torneo de Invierno 1997, en caso de que el campeón vigente lograra ganar el presente torneo este ascenderá automáticamente sin necesidad de jugar esta serie.

## Equipos participantes
En el Draft de la Primera A; se aprobaron los equipos filiales aunque ya algunos equipos de Primera División operaban con anterioridad equipos de la subdivisión; dos equipos solicitaron cambio de nombre y sede siendo: Acapulco se convirtió en Atlético Mexiquense; Atlético Hidalgo se convirtió en Halcones de Querétaro; con motivo de los equipos filiales cuatro plazas de expansión fueron otorgadas: Unión de Curtidores, Chivas Tijuana, Tecos Colima y Cuautitlán FC. El club ascendido de la Segunda División fue Atlético Bachilleres; el equipo que descendió de Primera División fue Pachuca el campeón de este torneo.

### Equipos por entidad federativa
| Entidad Federativa | N.º | Equipos                                       |
| ------------------ | --- | --------------------------------------------- |
| Guanajuato         | 3   | Irapuato, San Francisco y Unión de Curtidores |
| Estado de México   | 2   | Atlético Mexiquense y Cuautitlán              |
| Hidalgo            | 2   | Pachuca y Cruz Azul Hidalgo                   |
| Morelos            | 2   | Marte y Zacatepec                             |
| Tamaulipas         | 2   | Correcaminos y Tampico                        |
| Nuevo León         | 1   | Tigrillos                                     |
| Yucatán            | 1   | Atlético Yucatán                              |
| Coahuila           | 1   | Saltillo                                      |
| Zacatecas          | 1   | Real Sociedad de Zacatecas                    |
| Jalisco            | 1   | Bachilleres                                   |
| Colima             | 1   | Tecos Colima                                  |
| Baja California    | 1   | Chivas Tijuana                                |
| San Luis Potosí    | 1   | Real San Luis                                 |
| Michoacán          | 1   | La Piedad                                     |

### Información sobre equipos participantes
| \| Equipo \| Sede \| Estadio \| Capacidad \| Filial \| \| --------------------------- \| ------------------------------------ \| ---------------------------- \| --------- \| --------------------------- \| \| Atlético Mexiquense (AMX) \| Toluca de Lerdo, México \| La Bombonera \| 35.000 \| Diablos Rojos del Toluca \| \| Atlético Bachilleres (BAC) \| Guadalajara, Jalisco \| Jalisco \| 60.000 \| Zorros del Atlas \| \| Chivas Tijuana (TIJ) \| Tijuana, Baja California \| Cerro Colorado \| 12.000 \| Chivas de Guadalajara \| \| Cruz Azul Hidalgo (CAZ) \| Ciudad Cooperativa, Hidalgo \| 10 de diciembre \| 10.000 \| Máquina del Cruz Azul \| \| Correcaminos (UAT) \| Ciudad Victoria, Tamaulipas \| Marte R. Gómez \| 20.000 \| \| \| Cuautitlán (CUA) \| Cuautitlán Izcalli, México \| Los Pinos \| 8.000 \| Rayos del Necaxa \| \| Halcones de Querétaro (HAL) \| Querétaro, Querétaro \| Corregidora \| 35.000 \| Águilas del América \| \| Irapuato (IRA) \| Irapuato, Guanajuato \| Sergio León Chávez \| 26.000 \| Potros del Atlante \| \| Tecos Colima (JDC) \| Colima, Colima \| Colima \| 10.000 \| Tecos de la U.A.G \| \| La Piedad (LAP) \| La Piedad, Michoacán \| Juan N. López \| 20.000 \| Monarcas Morelia \| \| Marte Morelos (MAR) \| Cuernavaca, Morelos \| Centenario \| 15.800 \| Tiburones Rojos de Veracruz \| \| Pachuca (PAC) \| Pachuca, Hidalgo \| Hidalgo \| 24.000 \| \| \| Real San Luis (RSL) \| San Luis Potosí, San Luis Potosí \| Plan de San Luis \| 18.000 \| Pumas de la UNAM \| \| RSD Zacatecas (RSZ) \| Zacatecas, Zacatecas \| Francisco Villa \| 18.000 \| Santos de Torreón \| \| San Francisco (ASF) \| San Francisco del Rincón, Guanajuato \| San Francisco \| 8.000 \| Atlético Celaya \| \| Saltillo (SAL) \| Saltillo, Coahuila \| Olímpico Francisco I. Madero \| 10.000 \| Rayados de Monterrey \| \| Tampico Madero (TM) \| Tampico-Ciudad Madero, Tamaulipas \| Tamaulipas \| 30.000 \| Camoteros del Puebla \| \| Tigrillos (TIG) \| San Nicolás de los Garza, Nuevo León \| Universitario \| 40.000 \| Tigres UANL \| \| Unión de Curtidores (UDC) \| León, Guanajuato \| La Martinica \| 12.000 \| Panzas del León \| \| Venados de Yucatán (ATY) \| Mérida, Yucatán \| Carlos Iturralde \| 24,000 \| \| \| Zacatepec (ZAC) \| Zacatepec, Morelos \| Agustín Coruco Díaz \| 18.000 \| Toros Neza \| |                                      |                              |           |                             |
| Equipo | Sede                                 | Estadio                      | Capacidad | Filial                      |
| Atlético Mexiquense (AMX) | Toluca de Lerdo, México              | La Bombonera                 | 35.000    | Diablos Rojos del Toluca    |
| Atlético Bachilleres (BAC) | Guadalajara, Jalisco                 | Jalisco                      | 60.000    | Zorros del Atlas            |
| Chivas Tijuana (TIJ) | Tijuana, Baja California             | Cerro Colorado               | 12.000    | Chivas de Guadalajara       |
| Cruz Azul Hidalgo (CAZ) | Ciudad Cooperativa, Hidalgo          | 10 de diciembre              | 10.000    | Máquina del Cruz Azul       |
| Correcaminos (UAT) | Ciudad Victoria, Tamaulipas          | Marte R. Gómez               | 20.000    |                             |
| Cuautitlán (CUA) | Cuautitlán Izcalli, México           | Los Pinos                    | 8.000     | Rayos del Necaxa            |
| Halcones de Querétaro (HAL) | Querétaro, Querétaro                 | Corregidora                  | 35.000    | Águilas del América         |
| Irapuato (IRA) | Irapuato, Guanajuato                 | Sergio León Chávez           | 26.000    | Potros del Atlante          |
| Tecos Colima (JDC) | Colima, Colima                       | Colima                       | 10.000    | Tecos de la U.A.G           |
| La Piedad (LAP) | La Piedad, Michoacán                 | Juan N. López                | 20.000    | Monarcas Morelia            |
| Marte Morelos (MAR) | Cuernavaca, Morelos                  | Centenario                   | 15.800    | Tiburones Rojos de Veracruz |
| Pachuca (PAC) | Pachuca, Hidalgo                     | Hidalgo                      | 24.000    |                             |
| Real San Luis (RSL) | San Luis Potosí, San Luis Potosí     | Plan de San Luis             | 18.000    | Pumas de la UNAM            |
| RSD Zacatecas (RSZ) | Zacatecas, Zacatecas                 | Francisco Villa              | 18.000    | Santos de Torreón           |
| San Francisco (ASF) | San Francisco del Rincón, Guanajuato | San Francisco                | 8.000     | Atlético Celaya             |
| Saltillo (SAL) | Saltillo, Coahuila                   | Olímpico Francisco I. Madero | 10.000    | Rayados de Monterrey        |
| Tampico Madero (TM) | Tampico-Ciudad Madero, Tamaulipas    | Tamaulipas                   | 30.000    | Camoteros del Puebla        |
| Tigrillos (TIG) | San Nicolás de los Garza, Nuevo León | Universitario                | 40.000    | Tigres UANL                 |
| Unión de Curtidores (UDC) | León, Guanajuato                     | La Martinica                 | 12.000    | Panzas del León             |
| Venados de Yucatán (ATY) | Mérida, Yucatán                      | Carlos Iturralde             | 24,000    |                             |
| Zacatepec (ZAC) | Zacatepec, Morelos                   | Agustín Coruco Díaz          | 18.000    | Toros Neza                  |

## Torneo Regular
| Bachilleres       | 1 - 1        | Mexiquense       | Jalisco                | 8 de enero  | 20:45 |
| Cruz Azul Hidalgo | 1 - 1        | Real San Luis    | 10 de diciembre        | 10 de enero | 12:00 |
| Chivas Tijuana    | 1 - 2        | La Piedad        | Cerro Colorado         | 10 de enero | 13:00 |
| Cuautitlán        | 2 - 0        | Irapuato         | Los Pinos              | 10 de enero | 16:00 |
| Curtidores        | 3 - 5        | Pachuca          | La Martinica           | 10 de enero | 16:00 |
| Saltillo Soccer   | 1 - 0        | Correcaminos UAT | O. Francisco I. Madero | 10 de enero | 19:00 |
| Halcones          | 1 - 2        | Yucatán          | Corregidora            | 11 de enero | 12:00 |
| Tampico Madero    | 6 - 0        | Marte Morelos    | Tamaulipas             | 11 de enero | 12:00 |
| RSD Zacatecas     | 2 - 2        | San Francisco    | Francisco Villa        | 11 de enero | 14:00 |
| Zacatepec         | 0 - 0        | Tigrillos        | Agustín Coruco Díaz    | 11 de enero | 16:00 |
| Descanso:         | Tecos Colima | Tecos Colima     |                        |             |       |

| Tigrillos        | 1 - 1         | Tampico Madero    | Universitario    | 17 de enero | 12:00 |
| Yucatán          | 2 - 0         | Irapuato          | Carlos Iturralde | 17 de enero | 12:00 |
| San Francisco    | 1 - 1         | Zacatepec         | San Francisco    | 17 de enero | 17:00 |
| Marte Morelos    | 1 - 3         | Saltillo Soccer   | Centenario       | 17 de enero | 19:00 |
| Pachuca          | 3 - 3         | Halcones          | Hidalgo          | 17 de enero | 21:00 |
| Mexiquense       | 1 - 1         | Cruz Azul Hidalgo | La Bombonera     | 18 de enero | 12:00 |
| Correcaminos UAT | 4 - 1         | Curtidores        | Marte R. Gómez   | 18 de enero | 12:00 |
| Cuautitlán       | 2 - 3         | Chivas Tijuana    | Los Pinos        | 18 de enero | 12:00 |
| Tecos Colima     | 3 - 2         | RSD Zacatecas     | Colima           | 18 de enero | 16:00 |
| La Piedad        | 2 - 1         | Bachilleres       | Juan N. López    | 18 de enero | 16:00 |
| Descanso:        | Real San Luis | Real San Luis     |                  |             |       |

| Bachilleres       | 2 - 1      | Cuautitlán       | Jalisco             | 23 de enero | 20:45 |
| Cruz Azul Hidalgo | 2 - 3      | La Piedad        | 10 de diciembre     | 24 de enero | 12:00 |
| Chivas Tijuana    | 2 - 0      | Yucatán          | Cerro Colorado      | 24 de enero | 13:00 |
| Curtidores        | 2 - 3      | Saltillo Soccer  | La Martinica        | 24 de enero | 14:00 |
| Halcones          | 1 - 1      | Correcaminos UAT | Corregidora         | 24 de enero | 17:00 |
| Tampico Madero    | 3 - 2      | San Francisco    | Tamaulipas          | 24 de enero | 21:00 |
| Irapuato          | 2 - 1      | Pachuca          | Sergio León Chávez  | 25 de enero | 12:00 |
| Tigrillos         | 4 - 0      | Marte Morelos    | Universitario       | 25 de enero | 12:00 |
| RSD Zacatecas     | 1 - 2      | Real San Luis    | Francisco Villa     | 25 de enero | 16:00 |
| Zacatepec         | 1 - 1      | Tecos Colima     | Agustín Coruco Díaz | 25 de enero | 16:00 |
| Descanso:         | Mexiquense | Mexiquense       |                     |             |       |

| San Francisco    | 2 - 2     | Tigrillos         | San Francisco          | 28 de enero | 15:00 |
| Mexiquense       | 1 - 2     | RSD Zacatecas     | La Bombonera           | 28 de enero | 15:00 |
| Cuautitlán       | 2 - 1     | Cruz Azul Hidalgo | Los Pinos              | 28 de enero | 15:00 |
| Pachuca          | 3 - 0     | Chivas Tijuana    | Hidalgo                | 28 de enero | 19:00 |
| Saltillo Soccer  | 1 - 0     | Halcones          | O. Francisco I. Madero | 28 de enero | 19:00 |
| Marte Morelos    | 1 - 1     | Curtidores        | Centenario             | 28 de enero | 19:00 |
| Tecos Colima     | 2 - 1     | Tampico Madero    | Colima                 | 28 de enero | 19:00 |
| Yucatán          | 1 - 0     | Bachilleres       | Carlos Iturralde       | 28 de enero | 20:30 |
| Real San Luis    | 0 - 1     | Zacatepec         | Plan de San Luis       | 28 de enero | 20:30 |
| Correcaminos UAT | 3 - 1     | Irapuato          | Marte R. Gómez         | 28 de enero | 20:30 |
| Descanso:        | La Piedad | La Piedad         |                        |             |       |

| Bachilleres       | 3 - 0      | Pachuca          | Jalisco             | 30 de enero  | 21:00 |
| Cruz Azul Hidalgo | 1 - 1      | Yucatán          | 10 de diciembre     | 31 de enero  | 12:00 |
| San Francisco     | 4 - 2      | Marte Morelos    | San Francisco       | 31 de enero  | 15:00 |
| Halcones          | 3 - 4      | Curtidores       | Corregidora         | 31 de enero  | 17:00 |
| Tigrillos         | 4 - 0      | Tecos Colima     | Universitario       | 31 de enero  | 19:00 |
| RSD Zacatecas     | 7 - 2      | La Piedad        | Francisco Villa     | 31 de enero  | 20:30 |
| Tampico Madero    | 0 - 4      | Real San Luis    | Tamaulipas          | 31 de enero  | 20:30 |
| Chivas Tijuana    | 1 - 1      | Correcaminos UAT | Cerro Colorado      | 1 de febrero | 15:00 |
| Irapuato          | 2 - 2      | Saltillo Soccer  | Sergio León Chávez  | 1 de febrero | 16:00 |
| Zacatepec         | 3 - 0      | Mexiquense       | Agustín Coruco Díaz | 1 de febrero | 16:00 |
| Descanso:         | Cuautitlán | Cuautitlán       |                     |              |       |

| Pachuca          | 1 - 1   | Cruz Azul Hidalgo | Hidalgo                 | 7 de febrero | 12:00 |
| Real San Luis    | 4 - 1   | Tigrillos         | Plan de San Luis        | 7 de febrero | 12:00 |
| Mexiquense       | 4 - 0   | Tampico Madero    | Alberto "Chivo" Córdoba | 7 de febrero | 15:00 |
| Saltillo Soccer  | 2 - 0   | Chivas Tijuana    | O. Francisco I. Madero  | 7 de febrero | 16:00 |
| Curtidores       | 1 - 1   | Irapuato          | La Martinica            | 7 de febrero | 16:00 |
| Marte Morelos    | 0 - 6   | Halcones          | Centenario              | 8 de febrero | 12:00 |
| Correcaminos UAT | 1 - 0   | Bachilleres       | Marte R. Gómez          | 8 de febrero | 12:00 |
| Cuautitlán       | 2 - 2   | RSD Zacatecas     | Los Pinos               | 8 de febrero | 12:00 |
| Tecos Colima     | 1 - 1   | San Francisco     | Colima                  | 8 de febrero | 14:00 |
| La Piedad        | 1 - 2   | Zacatepec         | Juan N. López           | 8 de febrero | 14:00 |
| Descanso:        | Yucatán | Yucatán           |                         |              |       |

| Bachilleres       | 2 - 0   | Saltillo Soccer  | Jalisco             | 12 de febrero | 20:45 |
| Cruz Azul Hidalgo | 2 - 1   | Correcaminos UAT | 10 de diciembre     | 14 de febrero | 12:00 |
| San Francisco     | 0 - 0   | Real San Luis    | San Francisco       | 14 de febrero | 15:00 |
| Chivas Tijuana    | 1 - 1   | Curtidores       | Cerro Colorado      | 14 de febrero | 15:00 |
| Tigrillos         | 2 - 2   | Mexiquense       | Universitario       | 14 de febrero | 19:00 |
| Tampico Madero    | 3 - 1   | La Piedad        | Tamaulipas          | 14 de febrero | 20:30 |
| RSD Zacatecas     | 4 - 4   | Yucatán          | Francisco Villa     | 14 de febrero | 20:30 |
| Zacatepec         | 2 - 2   | Cuautitlán       | Agustín Coruco Díaz | 15 de febrero | 15:00 |
| Tecos Colima      | 1 - 1   | Marte Morelos    | Colima              | 15 de febrero | 16:00 |
| Irapuato          | 3 - 1   | Halcones         | Sergio León Chávez  | 15 de febrero | 16:00 |
| Descanso:         | Pachuca | Pachuca          |                     |               |       |

| Mexiquense      | 1 - 1            | San Francisco     | La Bombonera           | 18 de febrero | 15:00 |
| La Piedad       | 0 - 0            | Tigrillos         | Juan N. López          | 18 de febrero | 16:00 |
| Cuautitlán      | 1 - 1            | Tampico Madero    | Los Pinos              | 18 de febrero | 16:00 |
| Curtidores      | 1 - 0            | Bachilleres       | La Martinica           | 18 de febrero | 16:00 |
| Halcones        | 1 - 1            | Chivas Tijuana    | Corregidora            | 18 de febrero | 17:00 |
| Pachuca         | 1 - 2            | RSD Zacatecas     | Hidalgo                | 18 de febrero | 19:00 |
| Saltillo Soccer | 2 - 1            | Cruz Azul Hidalgo | O. Francisco I. Madero | 18 de febrero | 19:00 |
| Marte Morelos   | 0 - 1            | Irapuato          | Centenario             | 18 de febrero | 19:00 |
| Real San Luis   | 2 - 0            | Tecos Colima      | Plan de San Luis       | 18 de febrero | 20:30 |
| Yucatán         | 2 - 1            | Zacatepec         | Carlos Iturralde       | 18 de febrero | 20:30 |
| Descanso:       | Correcaminos UAT | Correcaminos UAT  |                        |               |       |

| Cruz Azul Hidalgo | 0 - 1           | Curtidores       | 10 de diciembre     | 21 de febrero | 12:00 |
| Chivas Tijuana    | 2 - 1           | Irapuato         | Cerro Colorado      | 21 de febrero | 15:00 |
| San Francisco     | 0 - 0           | La Piedad        | San Francisco       | 21 de febrero | 15:00 |
| Tigrillos         | 3 - 0           | Cuautitlán       | Universitario       | 21 de febrero | 17:00 |
| Bachilleres       | 1 - 1           | Halcones         | Jalisco             | 21 de febrero | 18:00 |
| Real San Luis     | 3 - 1           | Marte Morelos    | Plan de San Luis    | 21 de febrero | 20:00 |
| RSD Zacatecas     | 2 - 1           | Correcaminos UAT | Francisco Villa     | 21 de febrero | 20:30 |
| Tampico Madero    | 0 - 2           | Yucatán          | Tamaulipas          | 21 de febrero | 20:30 |
| Zacatepec         | 5 - 2           | Pachuca          | Agustín Coruco Díaz | 22 de febrero | 15:00 |
| Tecos Colima      | 0 - 0           | Mexiquense       | Colima              | 22 de febrero | 16:00 |
| Descanso:         | Saltillo Soccer | Saltillo Soccer  |                     |               |       |

| Mexiquense       | 1 - 2      | Real San Luis     | La Bombonera           | 28 de febrero | 15:00 |
| Chivas Tijuana   | 1 - 1      | Marte Morelos     | Cerro Colorado         | 28 de febrero | 15:00 |
| La Piedad        | 3 - 1      | Tecos Colima      | Juan N. López          | 28 de febrero | 15:00 |
| Cuautitlán       | 3 - 3      | San Francisco     | Los Pinos              | 28 de febrero | 16:00 |
| Halcones         | 3 - 3      | Cruz Azul Hidalgo | Corregidora            | 28 de febrero | 17:00 |
| Yucatán          | 1 - 2      | Tigrillos         | Carlos Iturralde       | 28 de febrero | 17:00 |
| Saltillo Soccer  | 0 - 0      | RSD Zacatecas     | O. Francisco I. Madero | 28 de febrero | 19:00 |
| Correcaminos UAT | 1 - 0      | Zacatepec         | Marte R. Gómez         | 28 de febrero | 20:00 |
| Pachuca          | 1 - 0      | Tampico Madero    | Hidalgo                | 1 de marzo    | 12:00 |
| Irapuato         | 4 - 4      | Bachilleres       | Sergio León Chávez     | 1 de marzo    | 16:00 |
| Descanso:        | Curtidores | Curtidores        |                        |               |       |

| Bachilleres       | 2 - 2              | Chivas Tijuana     | Jalisco             | 6 de marzo | 20:00 |
| Real San Luis     | 3 - 1              | La Piedad          | Plan de San Luis    | 6 de marzo | 20:00 |
| Mexiquense        | 4 - 1              | Marte Morelos      | La Bombonera        | 7 de marzo | 12:00 |
| Cruz Azul Hidalgo | 3 - 2              | Irapuato           | 10 de diciembre     | 7 de marzo | 12:00 |
| San Francisco     | 0 - 1              | Yucatán            | San Francisco       | 7 de marzo | 15:00 |
| Tigrillos         | 2 - 0              | Pachuca            | Universitario       | 7 de marzo | 17:00 |
| RSD Zacatecas     | 0 - 0              | Curtidores         | Francisco Villa     | 7 de marzo | 20:30 |
| Tampico Madero    | 1 - 0              | Correcaminos UAT   | Tamaulipas          | 7 de marzo | 20:30 |
| Zacatepec         | 1 - 1              | Saltillo Soccer    | Agustín Coruco Díaz | 8 de marzo | 15:00 |
| Tecos Colima      | 2 - 1              | Cuautitlán         | Colima              | 8 de marzo | 16:00 |
| Descanso:         | Halcones Querétaro | Halcones Querétaro |                     |            |       |

| La Piedad        | 1 - 1    | Mexiquense        | Juan N. López          | 10 de marzo | 15:00 |
| Cuautitlán       | 0 - 0    | Real San Luis     | Los Pinos              | 10 de marzo | 17:00 |
| Marte Morelos    | 2 - 1    | Bachilleres       | Mariano Matamoros      | 10 de marzo | 17:00 |
| Saltillo Soccer  | 5 - 2    | Tampico Madero    | O. Francisco I. Madero | 10 de marzo | 19:00 |
| Correcaminos UAT | 3 - 0    | Tigrillos         | Marte R. Gómez         | 10 de marzo | 20:00 |
| Halcones         | 4 - 0    | RSD Zacatecas     | Corregidora            | 11 de marzo | 17:00 |
| Chivas Tijuana   | 2 - 3    | Cruz Azul Hidalgo | Cerro Colorado         | 11 de marzo | 18:00 |
| Pachuca          | 0 - 0    | San Francisco     | Hidalgo                | 11 de marzo | 19:00 |
| Curtidores       | 3 - 1    | Zacatepec         | La Martinica           | 12 de marzo | 14:00 |
| Yucatán          | 2 - 0    | Tecos Colima      | Carlos Iturralde       | 12 de marzo | 20:00 |
| Descanso:        | Irapuato | Irapuato          |                        |             |       |

| Cruz Azul Hidalgo | 3 - 1          | Bachilleres      | 10 de diciembre     | 14 de marzo | 12:00 |
| San Francisco     | 2 - 2          | Correcaminos UAT | San Francisco       | 14 de marzo | 15:00 |
| Mexiquense        | 2 - 0          | Cuautitlán       | La Bombonera        | 14 de marzo | 15:00 |
| La Piedad         | 0 - 0          | Marte Morelos    | Juan N. López       | 14 de marzo | 15:00 |
| Tigrillos         | 0 - 0          | Saltillo Soccer  | Universitario       | 14 de marzo | 17:00 |
| Real San Luis     | 2 - 0          | Yucatán          | Plan de San Luis    | 14 de marzo | 20:00 |
| RSD Zacatecas     | 0 - 0          | Irapuato         | Francisco Villa     | 14 de marzo | 20:30 |
| Zacatepec         | 1 - 1          | Halcones         | Agustín Coruco Díaz | 15 de marzo | 15:00 |
| Tampico Madero    | 0 - 0          | Curtidores       | Tamaulipas          | 15 de marzo | 15:30 |
| Tecos Colima      | 2 - 2          | Pachuca          | Colima              | 15 de marzo | 16:00 |
| Descanso:         | Chivas Tijuana | Chivas Tijuana   |                     |             |       |

| Chivas Tijuana   | 1 - 2       | RSD Zacatecas     | Cerro Colorado         | 21 de marzo | 15:00 |
| Cuautitlán       | 1 - 2       | La Piedad         | Los Pinos              | 21 de marzo | 17:00 |
| Yucatán          | 1 - 1       | Mexiquense        | Carlos Iturralde       | 21 de marzo | 17:00 |
| Halcones         | 2 - 1       | Tampico Madero    | Corregidora            | 21 de marzo | 17:00 |
| Saltillo Soccer  | 2 - 0       | San Francisco     | O. Francisco I. Madero | 21 de marzo | 19:00 |
| Marte Morelos    | 0 - 0       | Cruz Azul Hidalgo | Centenario             | 21 de marzo | 19:00 |
| Correcaminos UAT | 2 - 1       | Tecos Colima      | Marte R. Gómez         | 21 de marzo | 20:00 |
| Curtidores       | 1 - 2       | Tigrillos         | La Martinica           | 22 de marzo | 12:00 |
| Pachuca          | 1 - 1       | Real San Luis     | Hidalgo                | 22 de marzo | 12:00 |
| Irapuato         | 1 - 3       | Zacatepec         | Sergio León Chávez     | 22 de marzo | 16:00 |
| Descanso:        | Bachilleres | Bachilleres       |                        |             |       |

| Zacatepec      | 3 - 0             | Chivas Tijuana    | Agustín Coruco Díaz | 25 de marzo | 15:00 |
| Mexiquense     | 1 - 3             | Pachuca           | La Bombonera        | 25 de marzo | 15:00 |
| San Francisco  | 2 - 2             | Curtidores        | San Francisco       | 25 de marzo | 16:00 |
| La Piedad      | 1 - 1             | Yucatán           | Juan N. López       | 25 de marzo | 16:00 |
| Cuautitlán     | 0 - 1             | Marte Morelos     | Los Pinos           | 25 de marzo | 17:00 |
| Tigrillos      | 1 - 0             | Halcones          | Universitario       | 25 de marzo | 19:00 |
| Tecos Colima   | 1 - 0             | Saltillo Soccer   | Colima              | 25 de marzo | 19:00 |
| RSD Zacatecas  | 0 - 0             | Bachilleres       | Francisco Villa     | 25 de marzo | 20:30 |
| Tampico Madero | 0 - 0             | Irapuato          | Tamaulipas          | 25 de marzo | 20:30 |
| Real San Luis  | 1 - 0             | Correcaminos UAT  | Plan de San Luis    | 25 de marzo | 21:00 |
| Descanso:      | Cruz Azul Hidalgo | Cruz Azul Hidalgo |                     |             |       |

| Cruz Azul Hidalgo | 0 - 0         | RSD Zacatecas  | 10 de diciembre        | 28 de marzo | 12:00 |
| Chivas Tijuana    | 2 - 2         | Tampico Madero | Cerro Colorado         | 28 de marzo | 15:00 |
| Halcones          | 4 - 1         | San Francisco  | Corregidora            | 28 de marzo | 17:00 |
| Yucatán           | 3 - 3         | Cuautitlán     | Carlos Iturralde       | 28 de marzo | 17:00 |
| Pachuca           | 0 - 1         | La Piedad      | Hidalgo                | 28 de marzo | 20:00 |
| Correcaminos UAT  | 1 - 1         | Mexiquense     | Marte R. Gómez         | 28 de marzo | 20:00 |
| Saltillo Soccer   | 1 - 1         | Real San Luis  | O. Francisco I. Madero | 29 de marzo | 12:00 |
| Curtidores        | 4 - 3         | Tecos Colima   | La Martinica           | 29 de marzo | 12:00 |
| Irapuato          | 2 - 0         | Tigrillos      | Sergio León Chávez     | 29 de marzo | 16:00 |
| Bachilleres       | 1 - 1         | Zacatepec      | Jalisco                | 29 de marzo | 18:00 |
| Descanso:         | Marte Morelos | Marte Morelos  |                        |             |       |

| Mexiquense     | 2 - 0         | Saltillo Soccer   | La Bombonera        | 1 de abril | 15:00 |
| Zacatepec      | 2 - 2         | Cruz Azul Hidalgo | Agustín Coruco Díaz | 1 de abril | 15:00 |
| San Francisco  | 1 - 1         | Irapuato          | San Francisco       | 1 de abril | 16:00 |
| La Piedad      | 1 - 3         | Correcaminos UAT  | Juan N. López       | 1 de abril | 16:00 |
| Cuautitlán     | 2 - 2         | Pachuca           | Los Pinos           | 1 de abril | 17:00 |
| Tigrillos      | 3 - 1         | Chivas Tijuana    | Universitario       | 1 de abril | 19:00 |
| Tecos Colima   | 1 - 0         | Halcones          | Colima              | 1 de abril | 19:00 |
| Yucatán        | 2 - 1         | Marte Morelos     | Carlos Iturralde    | 1 de abril | 20:30 |
| Tampico Madero | 1 - 1         | Bachilleres       | Tamaulipas          | 1 de abril | 20:30 |
| Real San Luis  | 4 - 0         | Curtidores        | Plan de San Luis    | 1 de abril | 21:00 |
| Descanso:      | RSD Zacatecas | RSD Zacatecas     |                     |            |       |

| Cruz Azul Hidalgo | 1 - 1     | Tampico Madero | 10 de diciembre        | 7 de abril | 12:00 |
| Chivas Tijuana    | 3 - 2     | San Francisco  | Cerro Colorado         | 7 de abril | 15:00 |
| Halcones          | 2 - 2     | Real San Luis  | Corregidora            | 7 de abril | 17:00 |
| Marte Morelos     | 0 - 0     | RSD Zacatecas  | Centenario             | 7 de abril | 19:00 |
| Saltillo Soccer   | 2 - 1     | La Piedad      | O. Francisco I. Madero | 7 de abril | 19:00 |
| Correcaminos UAT  | 1 - 1     | Cuautitlán     | Marte R. Gómez         | 7 de abril | 20:00 |
| Curtidores        | 3 - 2     | Mexiquense     | La Martinica           | 8 de abril | 12:00 |
| Pachuca           | 3 - 0     | Yucatán        | Hidalgo                | 8 de abril | 12:00 |
| Irapuato          | 4 - 2     | Tecos Colima   | Sergio León Chávez     | 8 de abril | 16:00 |
| Bachilleres       | 2 - 0     | Tigrillos      | Jalisco                | 8 de abril | 18:00 |
| Descanso:         | Zacatepec | Zacatepec      |                        |            |       |

| Mexiquense    | 0 - 0          | Halcones          | La Bombonera        | 11 de abril | 12:00 |
| San Francisco | 2 - 2          | Bachilleres       | San Francisco       | 11 de abril | 15:00 |
| Yucatán       | 1 - 0          | Correcaminos UAT  | Carlos Iturralde    | 11 de abril | 17:00 |
| Tigrillos     | 5 - 2          | Cruz Azul Hidalgo | Universitario       | 11 de abril | 17:00 |
| Pachuca       | 3 - 3          | Marte Morelos     | Hidalgo             | 11 de abril | 21:00 |
| Real San Luis | 0 - 1          | Irapuato          | Plan de San Luis    | 12 de abril | 12:00 |
| Zacatepec     | 0 - 0          | RSD Zacatecas     | Agustín Coruco Díaz | 12 de abril | 12:00 |
| Tecos Colima  | 0 - 0          | Chivas Tijuana    | Colima              | 12 de abril | 16:00 |
| Cuautitlán    | 0 - 1          | Saltillo Soccer   | Los Pinos           | 12 de abril | 16:00 |
| La Piedad     | 3 - 2          | Curtidores        | Juan N. López       | 12 de abril | 16:00 |
| Descanso:     | Tampico Madero | Tampico Madero    |                     |             |       |

| Zacatepec         | 3 - 0     | Marte Morelos  | Agustín Coruco Díaz    | 15 de abril | 15:00 |
| Cruz Azul Hidalgo | 2 - 1     | San Francisco  | 10 de diciembre        | 15 de abril | 15:00 |
| Halcones          | 1 - 1     | La Piedad      | Corregidora            | 15 de abril | 17:00 |
| Saltillo Soccer   | 1 - 1     | Yucatán        | O. Francisco I. Madero | 15 de abril | 17:00 |
| Chivas Tijuana    | 0 - 0     | Real San Luis  | Cerro Colorado         | 15 de abril | 19:00 |
| Correcaminos UAT  | 0 - 0     | Pachuca        | Marte R. Gómez         | 15 de abril | 20:00 |
| Irapuato          | 3 - 1     | Mexiquense     | Sergio León Chávez     | 15 de abril | 20:00 |
| Curtidores        | 1 - 1     | Cuautitlán     | La Martinica           | 16 de abril | 16:00 |
| Bachilleres       | 2 - 1     | Tecos Colima   | Jalisco                | 16 de abril | 20:45 |
| RSD Zacatecas     | 2 - 1     | Tampico Madero | Francisco Villa        | 16 de abril | 21:00 |
| Descanso:         | Tigrillos | Tigrillos      |                        |             |       |

| Real San Luis  | 3 - 3         | Bachilleres       | Plan de San Luis | 18 de abril | 12:00 |
| Yucatán        | 5 - 4         | Curtidores        | Carlos Iturralde | 18 de abril | 12:00 |
| Pachuca        | 1 - 4         | Saltillo Soccer   | Hidalgo          | 18 de abril | 12:00 |
| Cuautitlán     | 4 - 1         | Halcones          | Los Pinos        | 18 de abril | 15:00 |
| Mexiquense     | 0 - 0         | Chivas Tijuana    | La Bombonera     | 18 de abril | 15:00 |
| Tecos Colima   | 3 - 5         | Cruz Azul Hidalgo | Colima           | 18 de abril | 17:00 |
| La Piedad      | 4 - 5         | Irapuato          | Juan N. López    | 19 de abril | 12:00 |
| Tampico Madero | 3 - 0         | Zacatepec         | Tamaulipas       | 19 de abril | 12:00 |
| Tigrillos      | 1 - 0         | RSD Zacatecas     | Universitario    | 19 de abril | 12:00 |
| Marte Morelos  | 2 - 1         | Correcaminos UAT  | Centenario       | 19 de abril | 16:00 |
| Descanso:      | San Francisco | San Francisco     |                  |             |       |

## Grupos

### Grupo 1
| Pos. | Equipo               | Pts. | PJ | G  | E  | P  | GF | GC | Dif. | Clasificación                   |
| ---- | -------------------- | ---- | -- | -- | -- | -- | -- | -- | ---- | ------------------------------- |
| 1    | Tigrillos UANL (C)   | 36   | 20 | 10 | 6  | 4  | 34 | 22 | +12  | Cuartos de final de la liguilla |
| 2    | Pachuca              | 31   | 20 | 8  | 7  | 5  | 36 | 29 | +7   | Cuartos de final de la liguilla |
| 3    | RS de Zacatecas      | 25   | 20 | 5  | 10 | 5  | 22 | 25 | −3   |                                 |
| 4    | Atlético Bachilleres | 21   | 20 | 4  | 9  | 7  | 27 | 29 | −2   |                                 |
| 5    | Cuautitlán           | 18   | 20 | 3  | 9  | 8  | 28 | 33 | −5   |                                 |
| 6    | Jaguares de Colima   | 18   | 20 | 4  | 6  | 10 | 21 | 35 | −14  |                                 |

 Fuente: [cita requerida]

### Grupo 2
| Pos. | Equipo                 | Pts. | PJ | G  | E  | P | GF | GC | Dif. | Clasificación                   |
| ---- | ---------------------- | ---- | -- | -- | -- | - | -- | -- | ---- | ------------------------------- |
| 1    | Yucatán                | 36   | 20 | 10 | 6  | 4 | 28 | 23 | +5   | Cuartos de final de la liguilla |
| 2    | Correcaminos UAT       | 30   | 20 | 8  | 6  | 6 | 27 | 18 | +9   | Cuartos de final de la liguilla |
| 3    | Unión de Curtidores    | 25   | 20 | 6  | 7  | 7 | 31 | 37 | −6   |                                 |
| 4    | Tampico                | 20   | 20 | 4  | 8  | 8 | 24 | 0  | +24  |                                 |
| 5    | Atlético San Francisco | 16   | 20 | 1  | 13 | 6 | 27 | 34 | −7   |                                 |

 Fuente: [cita requerida]

### Grupo 3
| Pos. | Equipo                | Pts. | PJ | G | E | P | GF | GC | Dif. | Clasificación                   |
| ---- | --------------------- | ---- | -- | - | - | - | -- | -- | ---- | ------------------------------- |
| 1    | Zacatepec             | 33   | 20 | 8 | 9 | 3 | 33 | 19 | +14  | Cuartos de final de la liguilla |
| 2    | La Piedad             | 33   | 20 | 9 | 6 | 5 | 28 | 26 | +2   | Cuartos de final de la liguilla |
| 3    | Cruz Azul Hidalgo     | 27   | 20 | 6 | 9 | 5 | 30 | 30 | 0    |                                 |
| 4    | Halcones de Querétaro | 24   | 20 | 5 | 9 | 6 | 37 | 30 | +7   |                                 |
| 5    | Atlético Mexiquense   | 24   | 20 | 5 | 9 | 6 | 28 | 28 | 0    |                                 |

 Fuente: [cita requerida]

### Grupo 4
| Pos. | Equipo            | Pts. | PJ | G  | E | P  | GF | GC | Dif. | Clasificación                   |
| ---- | ----------------- | ---- | -- | -- | - | -- | -- | -- | ---- | ------------------------------- |
| 1    | Real San Luis     | 39   | 20 | 10 | 9 | 1  | 34 | 15 | +19  | Cuartos de final de la liguilla |
| 2    | Saltillo Soccer   | 36   | 20 | 10 | 6 | 4  | 27 | 18 | +9   | Cuartos de final de la liguilla |
| 3    | Irapuato          | 24   | 20 | 6  | 6 | 8  | 31 | 34 | −3   |                                 |
| 4    | Chivas Tijuana    | 20   | 20 | 4  | 8 | 8  | 26 | 35 | −9   |                                 |
| 5    | Marte Morelos (D) | 12   | 20 | 2  | 6 | 12 | 15 | 47 | −32  | Descenso de categoría           |

 Fuente: [cita requerida]

## Tabla general
| Pos. | Equipo                 | Pts. | PJ | G  | E  | P  | GF | GC | Dif. | Clasificación                   |
| ---- | ---------------------- | ---- | -- | -- | -- | -- | -- | -- | ---- | ------------------------------- |
| 1    | Real San Luis          | 39   | 20 | 10 | 9  | 1  | 34 | 15 | +19  | Cuartos de final de la liguilla |
| 2    | Tigrillos UANL (C)     | 36   | 20 | 10 | 6  | 4  | 34 | 22 | +12  | Cuartos de final de la liguilla |
| 3    | Saltillo Soccer        | 36   | 20 | 10 | 6  | 4  | 27 | 18 | +9   | Cuartos de final de la liguilla |
| 4    | Yucatán                | 36   | 20 | 10 | 6  | 4  | 28 | 23 | +5   | Cuartos de final de la liguilla |
| 5    | Zacatepec              | 33   | 20 | 8  | 9  | 3  | 33 | 19 | +14  | Cuartos de final de la liguilla |
| 6    | La Piedad              | 33   | 20 | 9  | 6  | 5  | 28 | 26 | +2   | Cuartos de final de la liguilla |
| 7    | Pachuca                | 31   | 20 | 8  | 7  | 5  | 36 | 29 | +7   | Cuartos de final de la liguilla |
| 8    | Correcaminos UAT       | 30   | 20 | 8  | 6  | 6  | 27 | 18 | +9   | Cuartos de final de la liguilla |
| 9    | Cruz Azul Hidalgo      | 27   | 20 | 6  | 9  | 5  | 30 | 30 | 0    |                                 |
| 10   | RS de Zacatecas        | 25   | 20 | 5  | 10 | 5  | 22 | 25 | −3   |                                 |
| 11   | Unión de Curtidores    | 25   | 20 | 6  | 7  | 7  | 31 | 37 | −6   |                                 |
| 12   | Halcones de Querétaro  | 24   | 20 | 5  | 9  | 6  | 37 | 30 | +7   |                                 |
| 13   | Atlético Mexiquense    | 24   | 20 | 5  | 9  | 6  | 28 | 28 | 0    |                                 |
| 14   | Irapuato               | 24   | 20 | 6  | 6  | 8  | 31 | 34 | −3   |                                 |
| 15   | Atlético Bachilleres   | 21   | 20 | 4  | 9  | 7  | 27 | 29 | −2   |                                 |
| 16   | Tampico                | 20   | 20 | 4  | 8  | 8  | 24 | 27 | −3   |                                 |
| 17   | Chivas Tijuana         | 20   | 20 | 4  | 8  | 8  | 26 | 35 | −9   |                                 |
| 18   | Cuautitlán             | 18   | 20 | 3  | 9  | 8  | 28 | 33 | −5   |                                 |
| 19   | Jaguares de Colima     | 18   | 20 | 4  | 6  | 10 | 21 | 35 | −14  |                                 |
| 20   | Atlético San Francisco | 16   | 20 | 1  | 13 | 6  | 27 | 34 | −7   |                                 |
| 21   | Marte Morelos (D)      | 12   | 20 | 2  | 6  | 12 | 15 | 47 | −32  | Descenso de categoría           |

 Fuente: [cita requerida]

## Descenso
| Pos. | Equipo                 | 1995-96          | I-1996           | V-1997           | I-1997 | V-1998 | Puntos | PJ  | Dif. | Cociente |                       |
| ---- | ---------------------- | ---------------- | ---------------- | ---------------- | ------ | ------ | ------ | --- | ---- | -------- | --------------------- |
| 1.   | Atlético Mexiquense    | -                | 25               | 31               | 47     | 24     | 127    | 72  | +32  | 1.7639   |                       |
| 2.   | Pachuca                | Primera División | Primera División | Primera División | 35     | 31     | 66     | 40  | +17  | 1.6500   |                       |
| 3.   | Correcaminos UAT       | 40               | 26               | 34               | 30     | 30     | 160    | 102 | +23  | 1.5686   |                       |
| 4.   | Yucatán                | 43               | 20               | 22               | 36     | 36     | 157    | 102 | +12  | 1.5392   |                       |
| 5.   | Zacatepec              | 43               | 17               | 24               | 32     | 33     | 149    | 102 | +15  | 1.4608   |                       |
| 6.   | RS de Zacatecas        | -                | 25               | 17               | 38     | 25     | 105    | 72  | +18  | 1.4583   |                       |
| 7.   | Saltillo Soccer        | 31               | 24               | 26               | 30     | 36     | 147    | 102 | 0    | 1.4412   |                       |
| 8.   | Real San Luis          | 41               | 24               | 17               | 25     | 39     | 146    | 102 | +6   | 1.4314   |                       |
| 9.   | Tigrillos UANL         | -                | 16               | 26               | 24     | 36     | 102    | 72  | +17  | 1.4167   |                       |
| 10.  | Cruz Azul Hidalgo      | 43               | 19               | 27               | 25     | 27     | 141    | 102 | +17  | 1.3824   |                       |
| 11.  | La Piedad              | 54               | 20               | 15               | 19     | 33     | 141    | 102 | 0    | 1.3824   |                       |
| 12.  | Tampico Madero         | 43               | 25               | 20               | 33     | 20     | 141    | 102 | −4   | 1.3824   |                       |
| 13.  | Irapuato               | 37               | 27               | 20               | 32     | 24     | 140    | 102 | +6   | 1.3725   |                       |
| 14.  | Atlético Bachilleres   | Segunda División | Segunda División | Segunda División | 26     | 21     | 47     | 40  | −3   | 1.1750   |                       |
| 15.  | Unión de Curtidores    | -                | -                | -                | 22     | 25     | 47     | 40  | −10  | 1.1750   |                       |
| 16.  | Atlético San Francisco | 52               | 14               | 17               | 20     | 16     | 119    | 102 | −2   | 1.1667   |                       |
| 17.  | Halcones de Querétaro  | -                | -                | -                | 19     | 24     | 43     | 40  | −10  | 1.0750   |                       |
| 18.  | Cuautitlán             | 38               | 15               | 15               | 19     | 18     | 105    | 102 | −48  | 1.0294   |                       |
| 19.  | Jaguares de Colima     | -                | -                | -                | 22     | 18     | 40     | 40  | −15  | 1.0000   |                       |
| 20.  | Chivas Tijuana         | -                | -                | -                | 19     | 20     | 39     | 40  | −19  | 0.9750   |                       |
| 21.  | Marte Morelos          | 27               | 26               | 12               | 17     | 12     | 94     | 102 | −62  | 0.9216   | Descenso de categoría |